# Tarsouat
Tarsouat est une commune rurale marocaine de la province de Tiznit, dans la région de Souss-Massa. Elle a une population totale de 3096 habitants (2004).

## Histoire
Tarsouat est au cœur du pays d'Amanouz, tribu chleuh du leff Taguizoult au sud du Maroc.